# Polypedilum elongatum
Polypedilum elongatum är en tvåvingeart som beskrevs av Tokunaga 1964. Polypedilum elongatum ingår i släktet Polypedilum och familjen fjädermyggor. Inga underarter finns listade i Catalogue of Life.